# Cheilochromis euchilus
Cheilochromis euchilus és una espècie de peix de la família dels cíclids i de l'ordre dels perciformes.

## Morfologia
- Els mascles poden assolir 35 cm de longitud total.[3][4]

## Alimentació
Menja insectes.

## Hàbitat
Viu en zones de clima tropical entre 24 °C - 26 °C de temperatura.

## Distribució geogràfica
Es troba a Àfrica: és una espècie de peix endèmica del llac Malawi.